# Conception (zespół muzyczny)
Conception to norweska grupa muzyczna wykonująca progresywny power/heavy metal. Powstała 1989 roku w Raufoss.

## Muzycy
- Roy Khan - śpiew (Kamelot)
- Tore Østby - gitara
- Ingar Amlien - gitara basowa
- Arve Heimdal - perkusja
- Trond Nagell-Dahl - instrumenty klawiszowe

## Dyskografia
- (1991) The Last Sunset (LP)
- (1993) Power of Metal (4 way split album z Gamma Ray, Helicon, Rage)
- (1993) Parallel Minds (SP)
- (1994) Roll The Fire (SP)
- (1995) Guilt (SP)
- (1995) In Your Multitude (LP)
- (1997) Flow (LP)
- (2020) State of Deception (LP)